# 伊莎貝拉·達吉雅各
伊莎貝拉·達吉雅各（英語：Isabella Dageago）是一名諾魯護理師、政治人物，現任諾魯衛生暨內政部長及國會議員。

## 事業
在進入政壇之前，達吉雅各接受過護理師訓並取得資格。
在2019年諾魯議會選舉中，達吉雅各當選為亞倫區的兩名議員之一，與現任的查梅因·斯科蒂並列；她擊敗了前外交部長基蘭·凱克。達吉雅各以獨立身分參選。達吉雅各和斯科蒂是唯二當選的女議員。
在那次選舉中，時任總統巴倫·瓦卡被擊敗，由萊昂納爾·安格明接任。安格明任命達吉雅各為內閣成員，讓她負責衛生與內政事務。
在達吉雅各擔任衛生部長期間，她領導了諾魯對全球COVID-19疫情的應對，包括在2020年3月宣布全國緊急狀態。2021年4月，達吉雅各親自向安格明施打該國的第一支疫苗；到了5月，她宣布諾魯的全部成年人口——佔總人口的63%——已經接種了冠狀病毒疫苗。在印度政府捐贈10,000劑疫苗後，估計第二劑將在2021年7月施打完成。截止2021年8月，諾魯沒有被報告出冠狀病毒的確診病例。

## 外部連結
- naurugov.nr: Hon. Isabella Dageago, MP. （页面存档备份，存于）